# Isidoro Affaita starszy
Izydor Affaita starszy (Affaiti, Affati, Affayta, Affeita, Affayta) (ur. w 1622, zm. w 1684) – włoski architekt, kapitan, inżynier wojskowy, sekretarz królewski, pochodzący z Valsoldy. 

## Życiorys
W Polsce działał od 1655 roku. Będąc inżynierem miejskim Krakowa kierował w sierpniu rozbudową umocnień mających przygotować miasto do oblężenia szwedzkiego.
Od 1668 był właścicielem 2 cegielni darowanych mu przez króla Jana II Kazimierza, w 1673 otrzymał indygenat, od 1678 był sekretarzem króla Jana III Sobieskiego.